# Сарсина
Сарсина (на италиански: Sarsina) е град и община в Италия с 3665 жители (към 31 декември 2011) в провинция Форли-Чезена на регион Емилия-Романя. Градът се намира на около 35,5 км югоизточно от Форли и на около 25,5 км югозападно от Чезена на река Савио.

## История
Историята на Сарсина започва с едно селище на умбрите на Савио през 4 век пр.н.е. Градът, наричан Сасина, става през 266 пр.н.е. съюзник на Римската република и печели на влияние със стационирането на войска. В края на 3 век градът е разрушен вероятно от варвари. Първият епископ на града в края на 3 век е Вициний. Епископията съществува до 1986 г. След това тя е слята с „Епископия Чезена“ и се казва „Епископия Чезена-Сарсина“.

## Личности
В апенинското планинско село Сарсина през 254 пр.н.е. е роден Тит Маций Плавт, поет на комедии.

## Други
Покровител на града е Сан Вичинио (San Vicinio). Празникът се празнува ежегодно на 28 август.